# Ray Johnson
Ray Johnson, rodným jménem Raymond Edward Johnson (16. října 1927 Detroit, Michigan, USA – 13. ledna 1995 Sag Harbor, New York, USA) byl americký výtvarník a autor koláží.
V letech 1945-1948 studoval umění na Black Mountain College v Severní Karolíně. V roce 1948 se přestěhoval do New Yorku, kde žil až do své smrti. 
V 60. letech propagoval mail-art - kresby, koláže,akvarely či grafické listy posílané poštou.
Dne 13. ledna 1995 skočil z mostu v Sag Harbor. Velšský hudebník John Cale o něm napsal skladbu „Hey Ray“ ze svého alba Extra Playful.